# Julián Grimaldos Grimaldos
Julián Grimaldos Grimaldos (ur. 30 marca 1941 w Tresjuncos) – hiszpański polityk, nauczyciel i filolog, były zakonnik (augustianin), senator, od 1986 do 1989 poseł do Parlamentu Europejskiego.

## Życiorys
Pochodzi z rodziny rolniczej, jeden z jego przodków w 1910 zaginął na wiele lat, co spowodowało tzw. crimen de Cuenca (aferę związaną z błędem sądowym i wymuszeniem zeznań). Uczył się w niższym seminarium duchownym w Leganés, wyświęcono go na augustianina w monastyrze na Escorialu. Został skierowany na naukę do Irlandii, gdzie kształcił się w zakresie filozofii. Studiował filologię angielską na University of Cambridge i Uniwersytecie Londyńskim. W późniejszym okresie odszedł z zakonu w związku z karierą polityczną i chęcią poślubienia kobiety. Pracował jako tłumacz i nauczyciel języka angielskiego na Uniwersytecie Complutense w Madrycie.
Początkowo należał do Ludowej Partii Socjalistycznej, potem zaangażował się w działalność Hiszpańskiej Socjalistycznej Partii Robotniczej. Został członkiem egzekutywy PSOE w prowincji i aktywistą Unión General de Trabajadores (w ramach organizacji zrzeszającej nauczycieli FETE). W latach 1982–1986 zasiadał w Senacie II kadencji z okręgu Cuenca. W latach 1983–1986 należał do Zgromadzenia Parlamentarnego Rady Europy.
Od 1 stycznia 1986 do 5 lipca 1987 wykonywał mandat posła do Parlamentu Europejskiego w ramach delegacji krajowej, w 1987 wybrano go w wyborach powszechnych. Przystąpił do Grupy Socjalistów. Został przewodniczącym Delegacji ds. stosunków z Jugosławią (1987–1989), należał też do Komisji ds. Stosunków Gospodarczych z Zagranicą oraz Komisji ds. Rozwoju i Współpracy. W latach 1991–1995 był członkiem parlamentu Kastylii-La Manchy, od 1993 do 1995 jako jego reprezentant zasiadał w Senacie V kadencji. Później powrócił do pracy nauczyciela, zaś od 2004 do 2008 zajmował stanowisko subdelegata rządu w prowincji Cuenca.